# Estadio Doak Campbell
El Estadio Doak Campbell (nombre completo Campo Bobby Bowden en Estadio Doak S. Campbell), popularmente conocido como "Doak", es un estadio de fútbol en el campus de Universidad Estatal de Florida en Tallahassee, Florida. Es el campo en el que juegan como local el equipo de fútbol de los Florida State Seminoles de la Atlantic Coast Conference (ACC).
Abierto hace 67 años en 1950, fue originalmente nombrado Estadio Doak Campbell en honor de Doak S. Campbell, el presidente de la universidad de 1941 a 1957. En noviembre 20, 2004, a Legislatura de Florida agregó al entrenador en jefe de fútbol americano Bobby Bowden al nombre del estadio para convertirse el Bobby Bowden Field en el Doak Campbell Stadium.
El estadio es parte del complejo del Centro Universitario, una instalación de uso mixto que abarca el espacio de oficinas de la universidad, aulas universitarias, el Centro de Visitantes de la universidad, la tienda de recuerdos, el Club del Centro Universitario y palcos y palcos de prensa para usar durante los partidos de fútbol.
Con una capacidad de estadio de 79 560, es la estructura de ladrillo continua más grande en los Estados Unidos, el segundo estadio más grande en la Conferencia de costa del Atlántico, y el 19.º estadio más grande en el NCAA.

## Historia

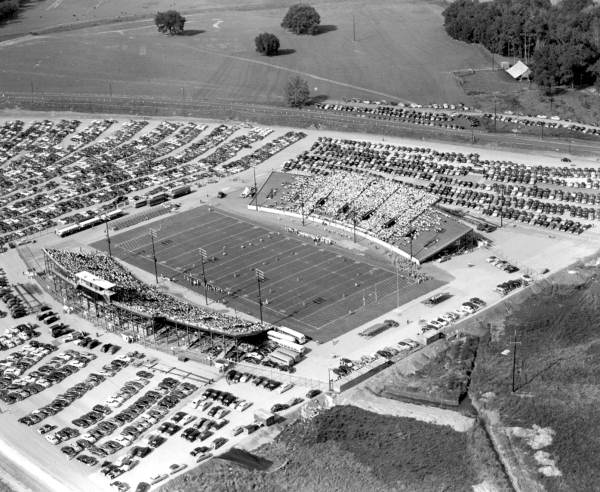
Vista aérea del juego de dedicación durante la estación inaugural para FSU en Doak Campbell Estadio encima octubre 7, 1950.

El estadio, nombrado después de FSU Presidente Doak Campbell, hosted su primer juego contra el Randolph-Macon Universitario Yellowjackets encima octubre 7, 1950 con el Seminoles ganando el juego 40@–7. En aquel tiempo la facilidad tuvo una capacidad de sentar de 15 000. Estado de Florida empezó para jugar en Centennial Campo durante la 1947 estación del equipo y continuaría jugar allí para el siguiente dos años (1948 y 1949). Florida Estatal Universitario @– FSU institución de predecesor @– también fielded equipos de 1902@–1904 (ubicación precisa de donde los juegos estuvieron jugados no es documentado). Doak Campbell Estadio, con su capacidad original de 15 000 en 1950, estuvo construido en un coste de $250 000. En 1954, el estadio creció a una capacidad de 19 000. Seis mil más los asientos estuvieron añadidos en 1961. Durante el Bill Peterson era (1960@–70), el estadio estuvo expandido a 40 500 asientos, y quede en aquella capacidad para el próximo 14 años.
Desde aquel tiempo, el estadio ha expandido a 82 300, en gran parte en separar al éxito del equipo de fútbol debajo entrenador de cabeza Bobby Bowden coupled con el cuerpo estudiantil que crece nunca. Ahora es el 2.º fútbol más grande estadio en la Conferencia de costa del Atlántico (ACC). Estéticamente, una fachada de ladrillo que rodea el estadio empareja el diseño arquitectónico de la mayoría de los edificios en el campus de la universidad. Además de los usos recreativos obvios, El Centro Universitario rodea el estadio y alberga muchos de las oficinas de la universidad. El campo era Bobby nombrado oficialmente Bowden campo encima noviembre 20, 2004 cuando Estado de Florida hosted intrastate Florida rival. El FSU Cántico de Guerra empezó durante el Auburn juego en 1983 y desde entonces ha extendido para ser utilizado por los seguidores de la Atlanta Afronta y Jefes de Ciudad del Kansas.

### Expansión y mejoras

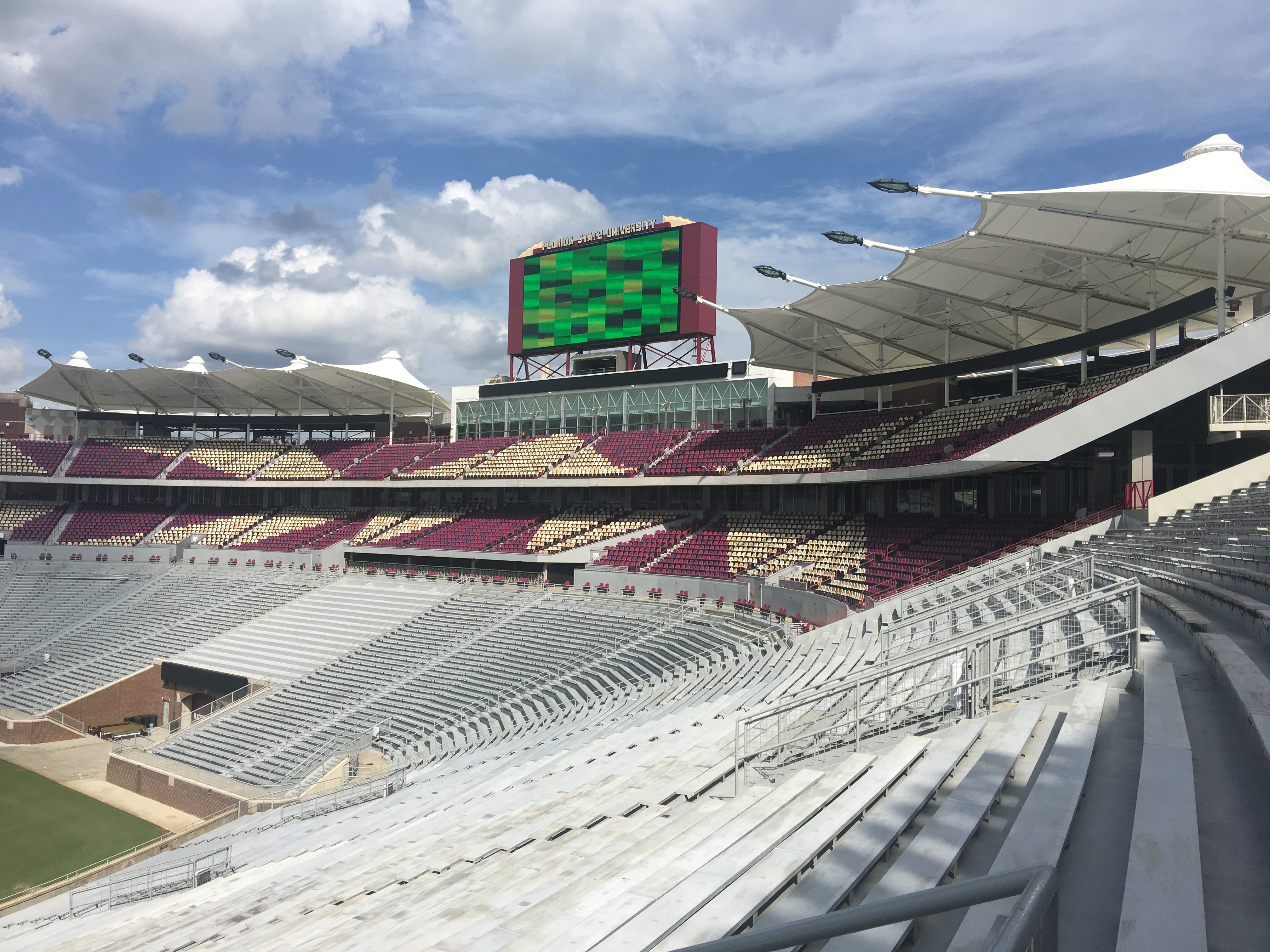
El Club de Campeones en la zona de fin del sur

Siguiendo la expansión más tardía en 2003, el estadio tiene una capacidad de sentar de 82,300. Con anterioridad al inicio de la 2007 estación, un sonido 100 pies (30,5 m)oderno nuevo y sistema de dirección pública estuvo instalado. Antes de la 2008 estación, dos nuevo HD los marcadores estuvieron instalados; el principal uno en el del norte endzone medidas encima  ft (30 m), el del sur endzone tiene un 45-pies (14 m) marcador. Seis nuevo DIRIGIDO ribbon los tableros estuvieron instalados en cada de las cuatro esquinas del estadio así como debajo el marcador del norte, sobre la entrada de jugador y por encima de la entrada utilizada por el Marching Jefes. Los tableros nuevos dejan para más juego stats y más información en otros juegos además de mejorados replay visionado. Una facilidad de práctica interior, adyacente al estadio, estuvo construido en 2013.

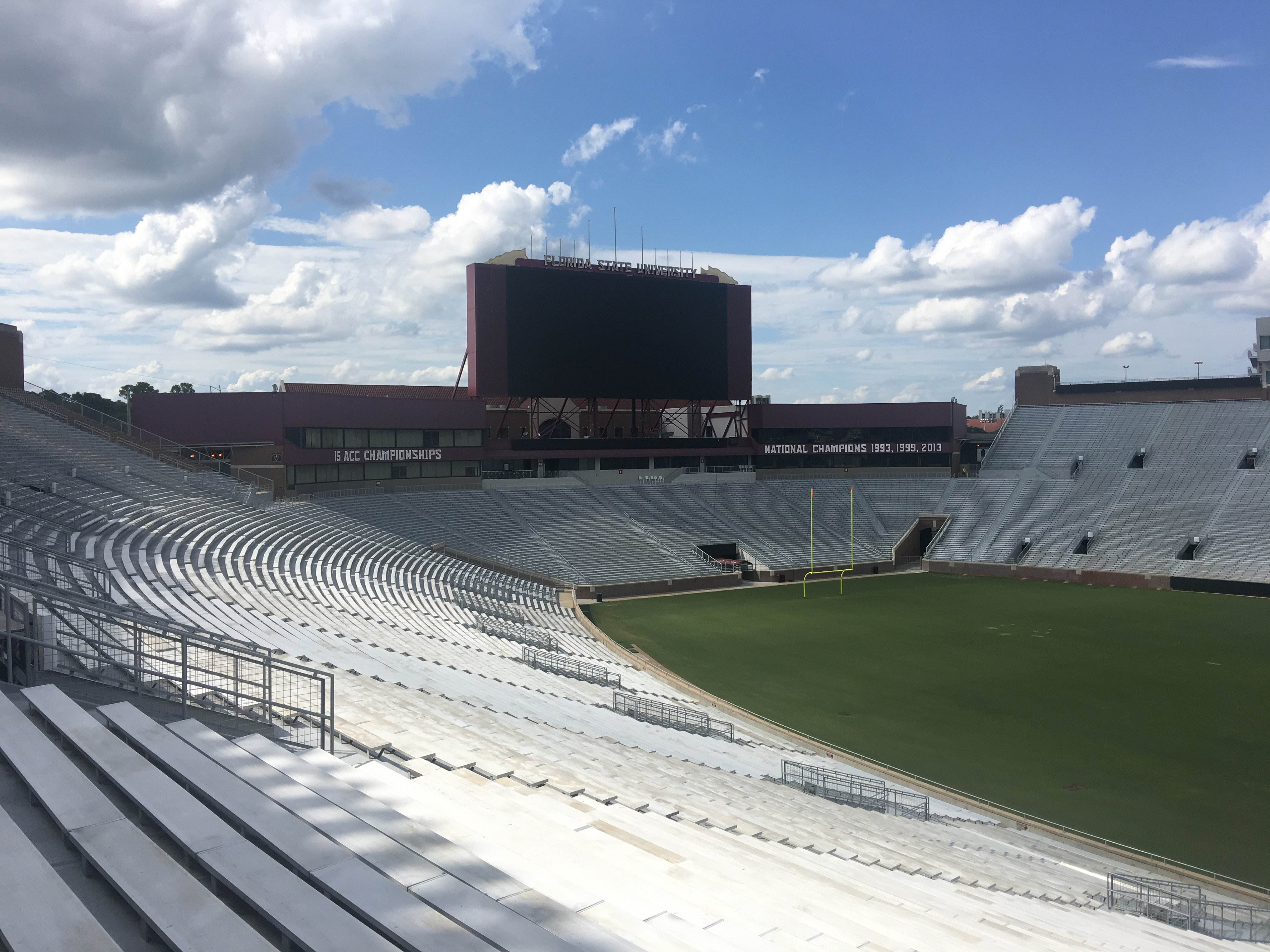
El marcador en la zona de fin del norte

### Campaña de campeones
En 2015, la construcción empezó en un $85 millones de proyecto a completamente renovar Doak Campbell Estadio. Este proyecto es parte del más grande $250 millones de Florida Estatal Seminoles Campaña de Campeones para mejorar todos los aspectos de atletismo en Florida Universidad Estatal. El Doak proyecto de renovación de Estadio de Campbell incluido añadiendo una prima nueva exterior sentando sección, haciendo reparaciones estructurales, repainting el estadio y actualizando caja de cielo suites.
Toda construcción estuvo completada por agosto 2016 y abierto en septiembre, con anterioridad a la 2016 estación.

## Más grande attendance
| Rango | Fecha                    | Attendance | Adversario     | FSU Resultado   |
| ----- | ------------------------ | ---------- | -------------- | --------------- |
| 1     | 2 de noviembre de 2013   | 84 409     | #7 Miami       | W, 41@–14       |
| 2     | 17 de septiembre de 2011 | 84 392     | #1 Oklahoma    | L, 13@–23       |
| 3     | 5 de septiembre de 2005  | 84 347     | #9 Miami       | W, 10@–7        |
| 4     | 11 de octubre de 2003    | 84 336     | #9 Miami       | L, 14@–22       |
| 5     | 20 de noviembre de 2004  | 84 223     | Florida        | L, 13@–20       |
| 6     | 16 de octubre de 2004    | 84 155     | #6 Virginia    | W, 36@–3        |
| 7     | 26 de octubre de 2002    | 84 106     | #12 Notre Dame | L, 24@–34       |
| 8     | 30 de noviembre de 2002  | 83 938     | #15 Florida    | W, 31@–14       |
| 9     | 5 de noviembre de 2005   | 83 912     | NC Estado      | L, 15@–20       |
| 10    | 15 de noviembre de 2003  | 83 854     | NC Estado      | W, 50@–44 (2OT) |

## Estatuas y stained vaso

### Unconquered

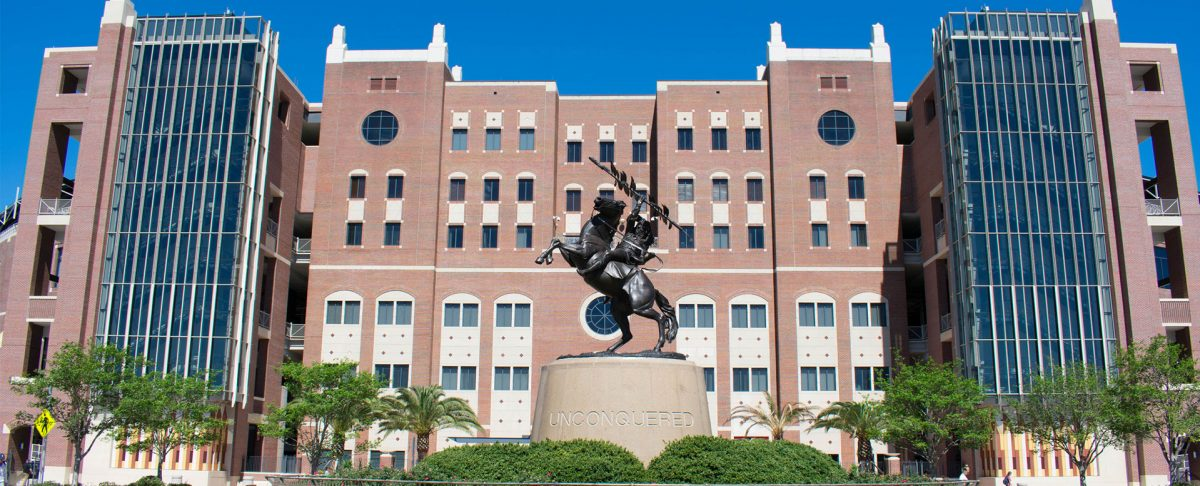
El Unconquered estatua, localizado en la entrada del sur al estadio

Un 19-pies (5.8 m) escultura de bronce alto por Fritz Blanco describiendo Osceola y Renegade. Una tradición era inmediatamente puesta en colocar por el cual en ocaso, encima la noche anterior juegos de fútbol de la casa, cuando el Marching juego de Jefes, Osceola spear está puesto aflame tan alumnado, alumni, y los seguidores reúnen alrededor de la estatua para mostrar su soporte. La llama es más tarde extinguida en sunrise en la mañana que sigue el juego. Cuando de March, 2006, el universitario decidido para encender el spear para varias razones, incluyendo: selección al NCAA torneo de baloncesto, "Jugador Nacional de los premios" de Año para cualquier deporte, campeonatos de conferencia, graduaciones y convocations, etc. Un pequeño inscription acercarse la base de la estatua lee: "Esta estatua no describe cualquier persona particular o acontecimiento. Bastante, simbólicamente retrata el unconquered espíritu del Seminole personas del siglo XIX y el legado intemporal de aquel espíritu que continúa quemar brillante al futuro." La estatua estuvo descubierta en el Williams Familiar Plaza encima octubre 10, 2003, y "Unconquered" era engraved en su piedra pedestal encima septiembre 2, 2005.

### Deportividad
Una escultura de bronce por Edward Jonas, es un 15-pies (4.6 m) la estatua alta que describe un fútbol de estar el jugador que extiende su brazo para ayudar coge un rival caído en el campo. En 2002 la estatua estuvo seleccionada por la Sociedad de Escultura Nacional para ser exhibido en su Escultura de Deportes "de exposición especial." Una vida de un trimestres modelo de escala de la medida representó la escultura en la exposición de Ciudad de la Nueva York. La estatua está localizada en el Al D. Strum Plaza.

### Bobby Bowden escultura
Un 9-pies (2.7 m) estatua de bronce alto de entrenador de fútbol de la cabeza Bobby Bowden, creado por W. Stanley "Sandy" Proctor, estuvo descubierto exterior del Coyle E. Moore Centro Atlético encima septiembre 25, 2004 y estuvo dedicado junto con el Les y Ruth Akers Plaza.

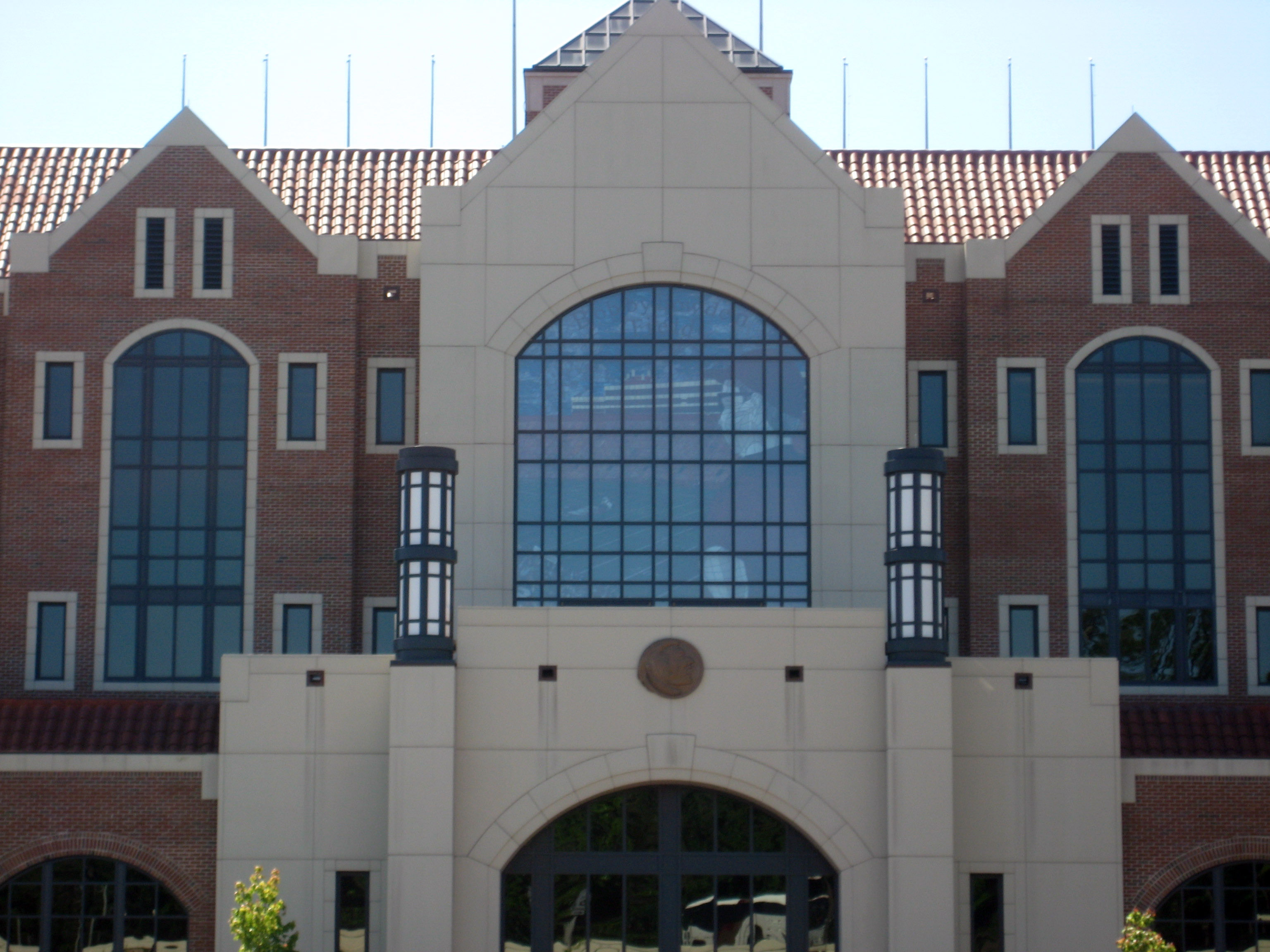
Bobby Bowden Stained ventana de Vaso

### Stained Ventana de vaso
Un tres-historia, stained-ventana de vaso que conmemora el nombrando del campo estuvo descubierto encima noviembre 20, 2004, el día de la Florida anual juego/de Florida Estatal. La ventana describe Bowden pasando por alto el campo entre un mar de seguidores en las posiciones. El 30-por-ventana de 20 pies estuvo instalada sobre la entrada del Moore Centro Atlético. Creado por Florida artista Estatal Robert Bischoff, su mujer, JoAnn, y 12 Florida alumnado Estatal en el Maestro Craftsman Programa, la ventana es entre el cinco más grande stained ventanas de vaso en los Estados Unidos.

### Seminole Familia en Bronce
Esta adición nueva al exterior del estadio estuvo descubierto el viernes, octubre 20, 2006. La estatua estuvo diseñada por Brad Cooley, Sr. Y Brad Cooley, Jr. De Lamont, Florida. Sabido como "Seminole Familia en Bronce", la estatua muestra qué puede haber sido un típico Seminole familia alrededor del tiempo del Seminole Guerras en el @1800s.

## Centro universitario
Doak Campbell es un local único en fútbol colegial. Está contenido dentro de las paredes de fachada del ladrillo de Centro Universitario, un complejo vasto que casas las oficinas de la universidad, el Registrar, la Escuela de Hospitalidad, la Universidad de Comunicaciones y la Universidad de Trabajo Social así como numeroso otras oficinas y aulas.
Centro universitario Un (Ala Del este)Construyendo Unas casas las oficinas del Registrar, Ayuda Financiera, Admisiones y Decano de Estudiantes.
El Centro de Carrera era también localizado aquí hasta que está movido al Centro de Éxito Estudiantil nuevo. La Escuela de Película galardonada está Localizada en la 2.ª ala de Construir Un. La parte superior dos pisos son en casa a Skyboxes
Centro universitario B (Ala Del sur)Edificio B aguanta el Seminole Sportshop así como Servicios de Visitante.
UCB Es también en casa al Club de Centro Universitario y al Osceola Parrilla de Deportes. El altamente ranked Dedman la escuela de Hospitalidad está localizada en el segundo piso de Construir B.
Centro universitario C (Ala Del oeste)Edificio C es en casa a la Universidad de Comunicación, Florida Centro de Testaje Estatal así como la Universidad de Trabajo Social.
La oficina de @Ticket del Atletismo es también localizada aquí cuando es muchos de las oficinas de Seminole Boosters. Piso nueve es en casa a las Cajas de Prensa con dos pisos de Skyboxes abajo.
Moore Centro Atlético (Centro Universitario D)Localizó en el Lado Del norte de Doak Campbell, las casas de centro atléticas casi todo de las oficinas atléticas así como algunas aulas y salas de conferencia.
Los visitantes están dados la bienvenida a a la Sala Grande que exhibe el mejor de Seminole Atletismo.

## Galería

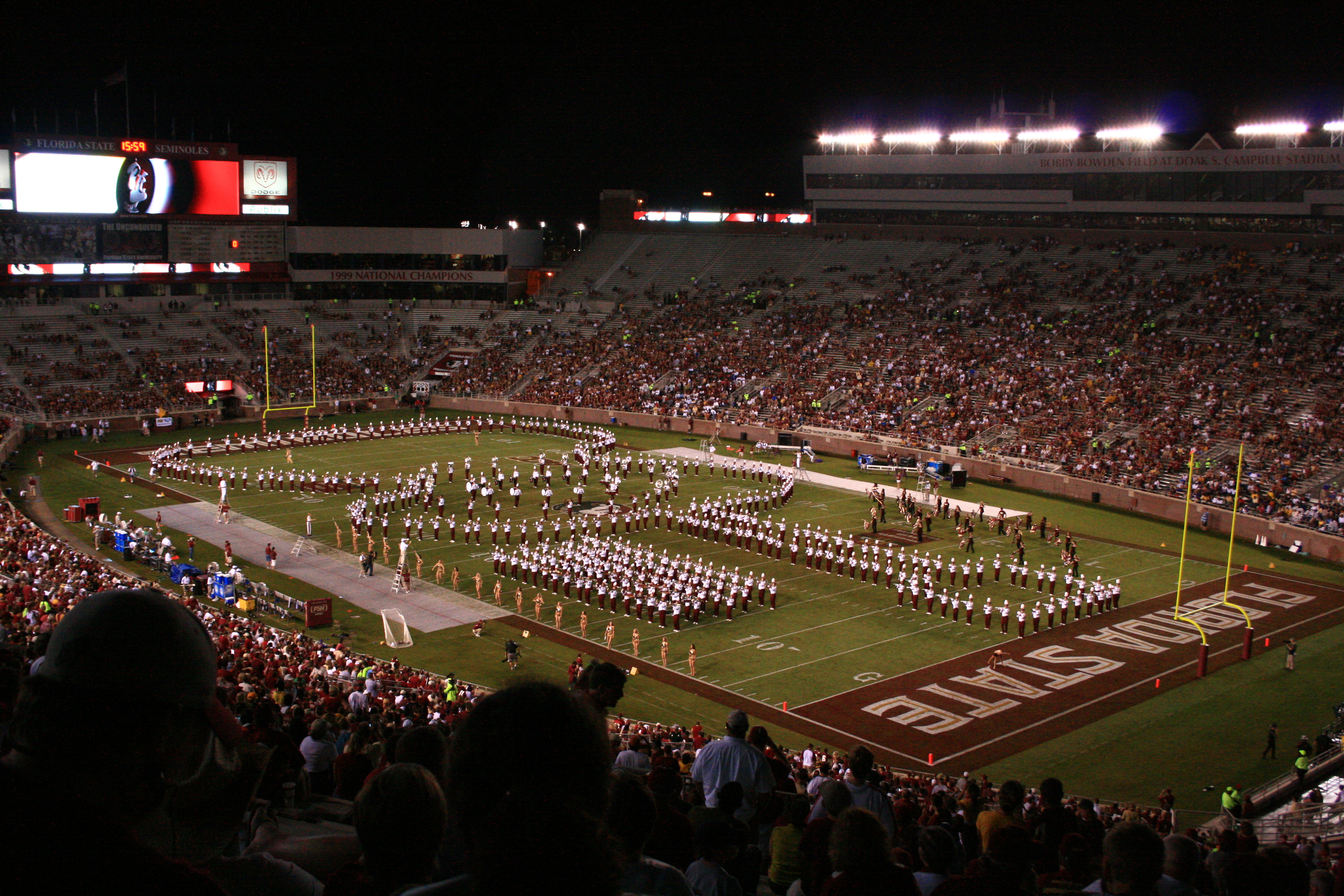
Marching Espectáculo de jefes
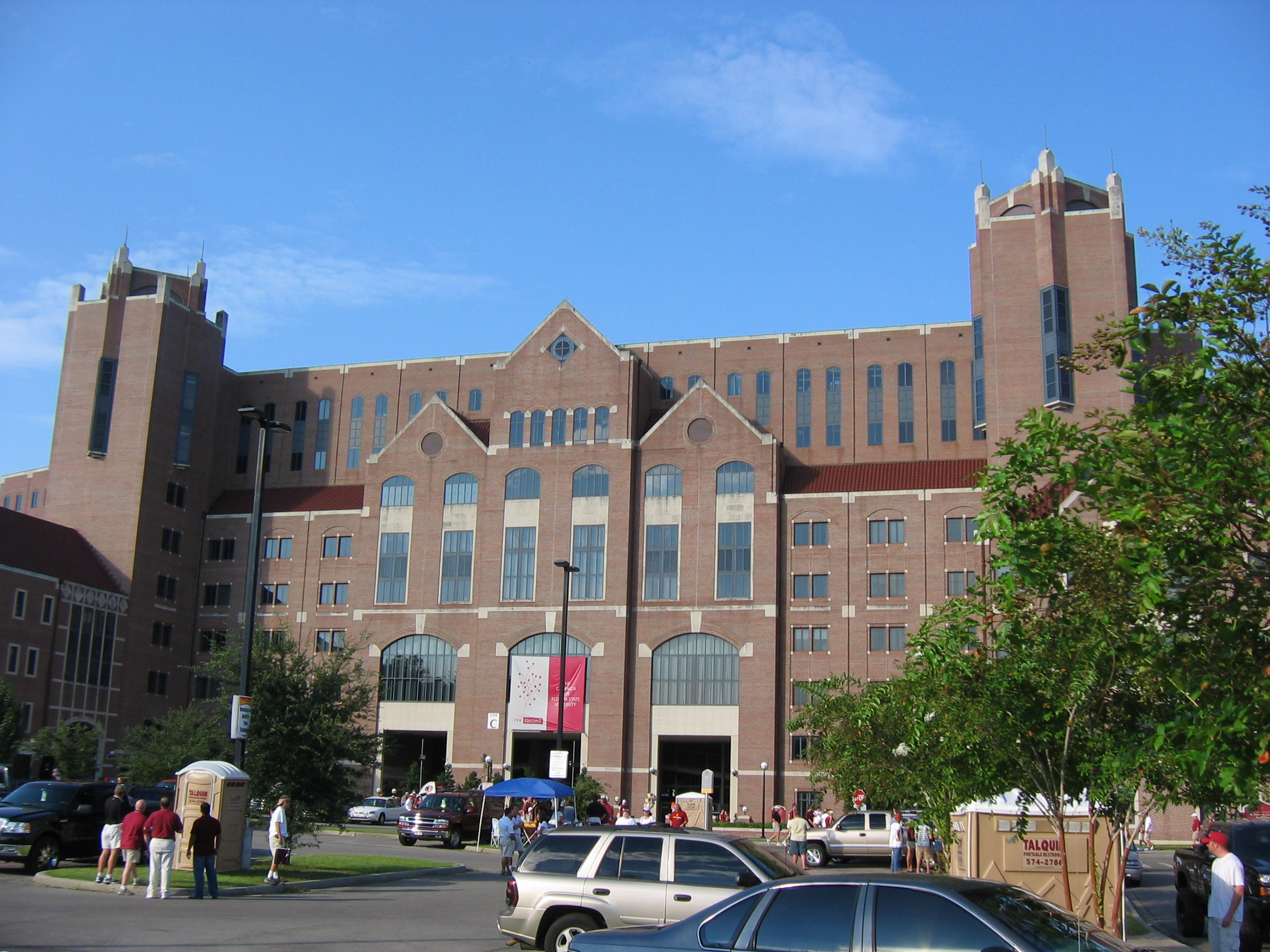
Centro universitario
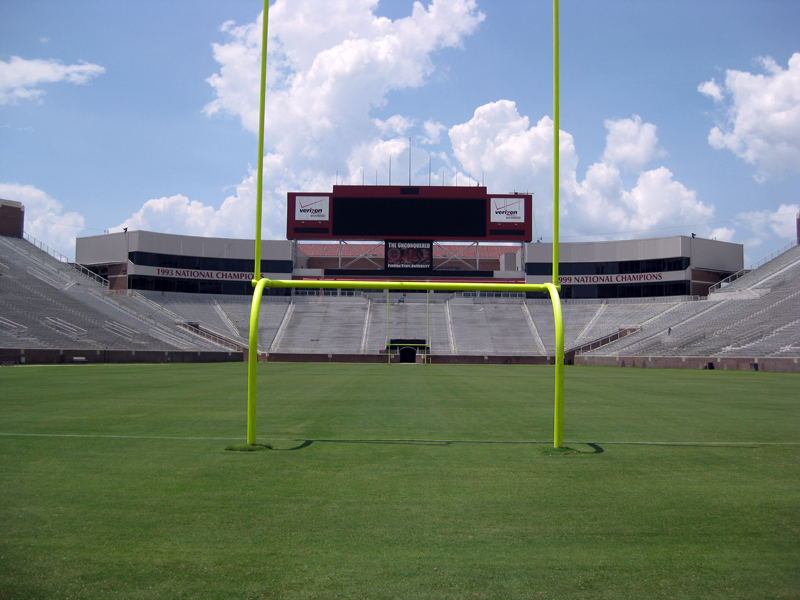
Zona de fin del norte
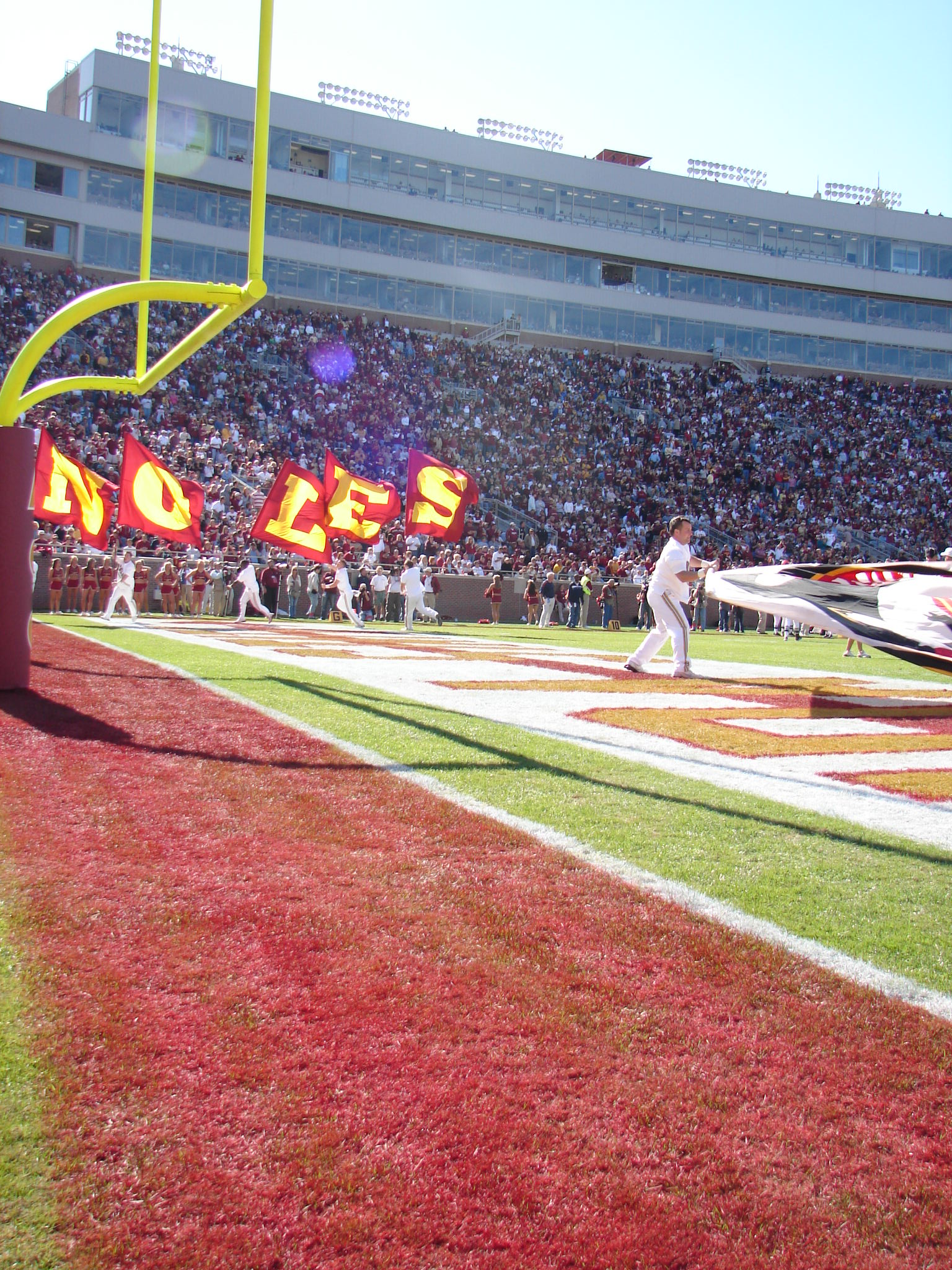
Líneas de banda durante un juego
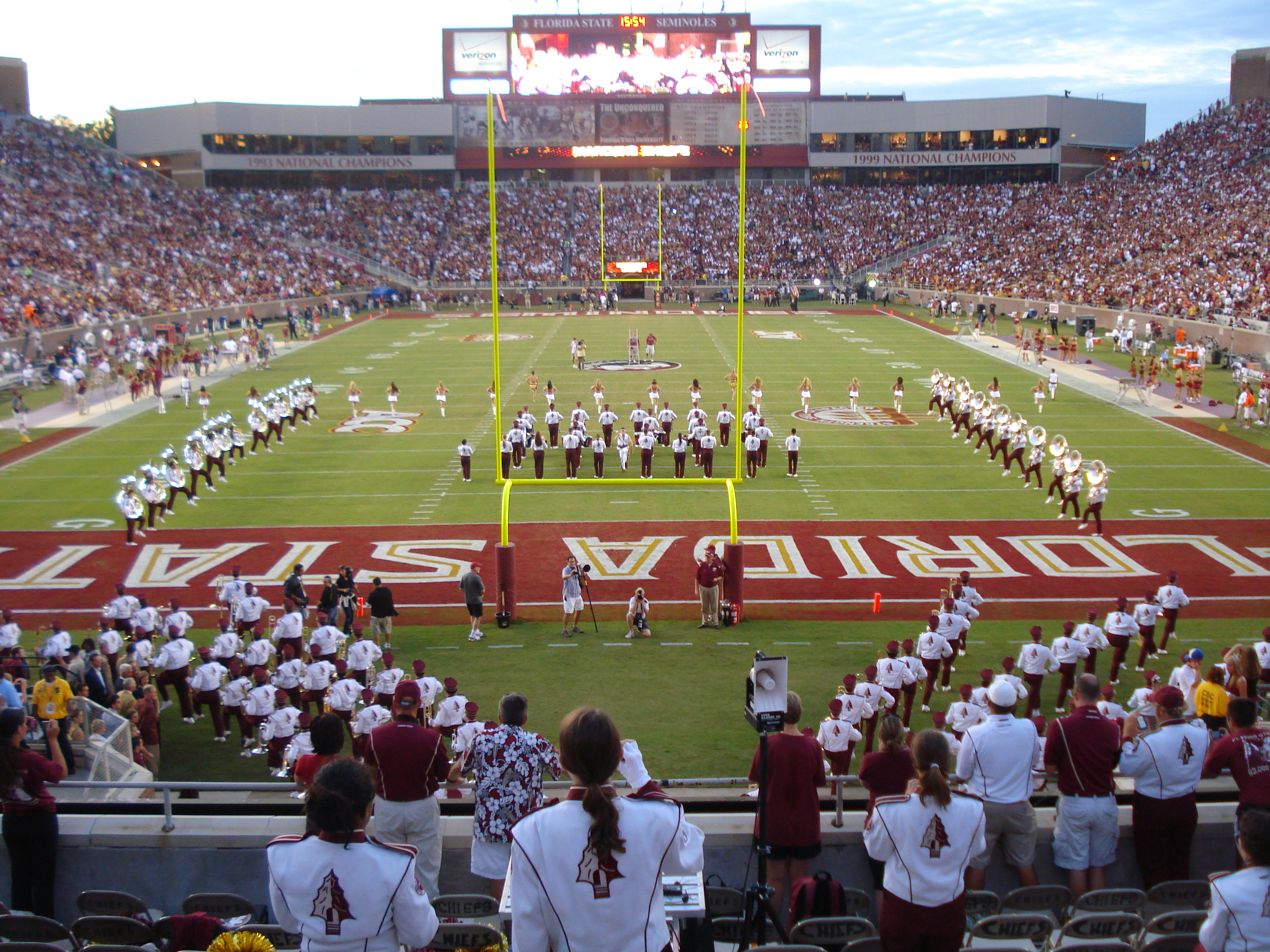
Pregame
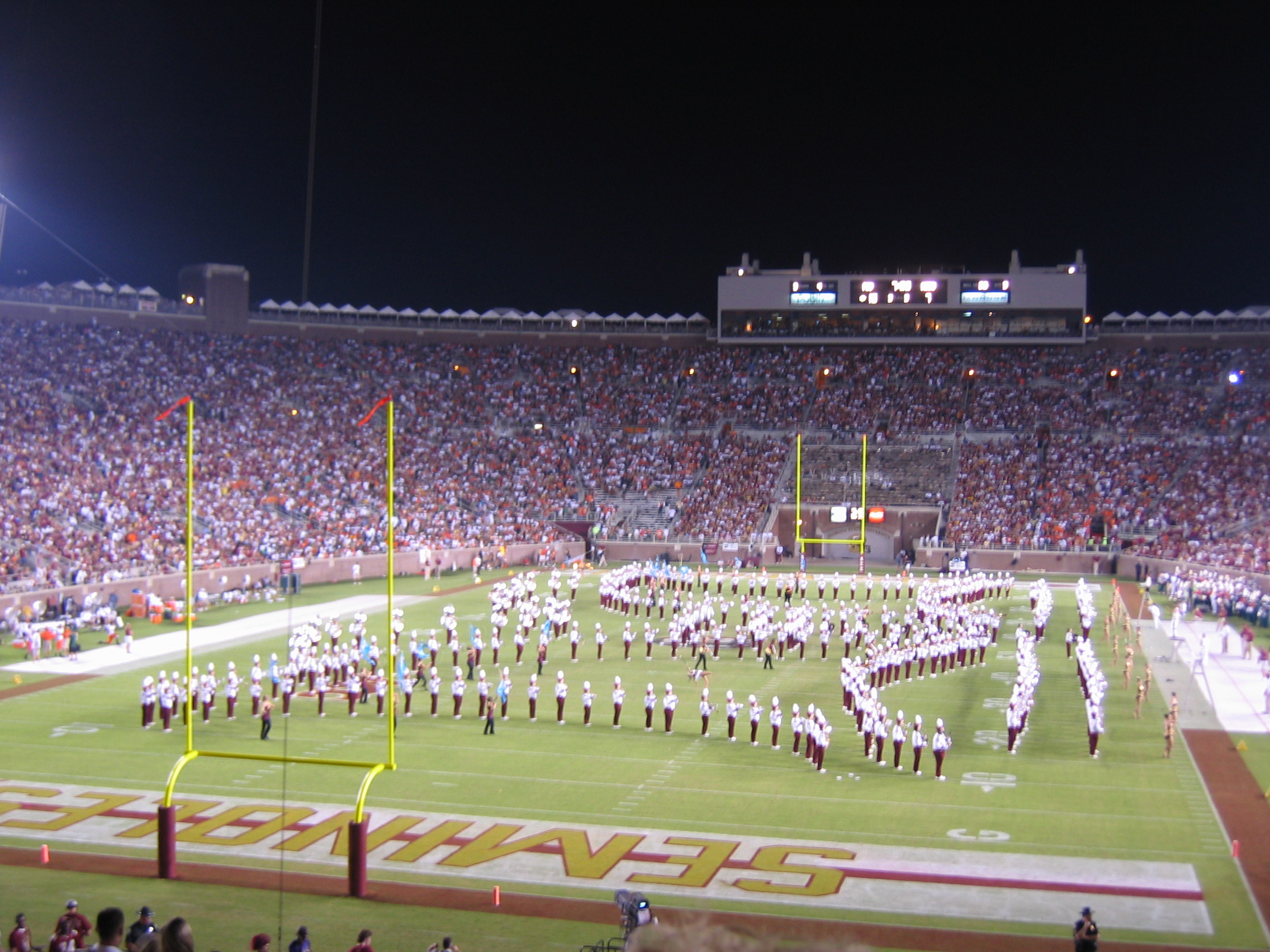
Entretiempo

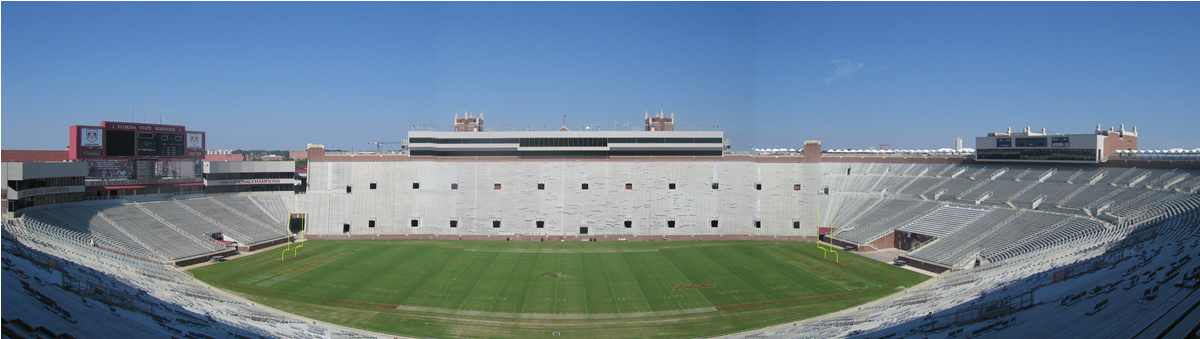
El campo está nombrado después de entrenador anterior Bobby Bowden